# 204 Kallisto
204 Kallisto este un asteroid din centura principală, descoperit pe 8 octombrie 1879, de Johann Palisa.